# Tiếng Bashkir
Tiếng Bashkir (Башҡорт теле, Başqort tele, phát âm [bɑʂ.ˌqʊ̞rt.tɪ̞ˈlɪ̞] ⓘ) là một ngôn ngữ Turk, là ngôn ngữ của người Bashkir. Đây là ngôn ngữ đồng chính thức với tiếng Nga ở Cộng hòa Bashkortostan.
Những người nói tiếng Bashkir chủ yếu sinh sống ở nước cộng hòa thuộc Nga Bashkortostan. Một số khá đáng kể người nói cũng sinh sống ở Chelyabinsk, Orenburg, Sverdlovsk, Samara và tỉnh Kurgan, Khanty-Mansi, Tatarstan và Udmurtia. Bên ngoài Liên bang Nga, các cộng đồng người Bashkir cũng có mặt ở Kazakhstan và Uzbekistan.